# Cal Militar (Blancafort)
Cal Militar és una obra modernista de Blancafort (Conca de Barberà) protegida com a Bé Cultural d'Interès Local.

## Descripció
Edifici construït entre docs carrers en desnivell. La façana presenta una glorieta sobre la porta amb balcó, rematat per un element en forma de torre amb merlets. Les obertures són desiguals i la seva façana respon al gust modernista com les rajoles llises o amb decoració en relleu que l'ornamenten.